# Страсть (фильм, 1966)
«Страсть», (яп. 愛欲: айёку; англ. Passion / The Grapes of Passion) — японский фильм режиссёра Дзюнъи Сато, поставленный в 1966 году. Мелодрама, в которой владелица токийского бара Нацуко и хозяйка киотской гостиницы Юки соперничают за любовь успешного бизнесмена Тэцуи Эдзаки.

## Сюжет
Тэцуя Эдзаки руководит отделом маркетинга одной из крупнейших продуктовых компаний Токио. Он настолько занят своей работой, что у него нет времени на личные отношения. Поэтому, встречаясь уже в течение четырёх лет с хорошенькой владелицей бара Нацуко, он не готов оформить с ней брачные отношения. Во время деловой поездки в Киото, судьба сводит Тэцую с красивой вдовой, владелицей гостиницы Юки Симидзу. Воспылав страстью к этой женщине, Тэцуя готов бросить всё: и бизнес и любящую его Нацуко...
Видя, что эта связь мешает Эдзаки  в плане работы, его непосредственный начальник Кимискэ Асо едет в Киото и просит Юки порвать эти отношения. Желая любимому лучшего, Юки соглашается, хотя это даётся ей с большим трудом, ибо она страстно влюблена в него. Разгневанный, а вместе с тем и опустошённый  Тэцуя возобновляет свою связь с Нацуко и даже предлагает ей пожениться. Узнав о помолвке Тэцуи, Юки просит у него прощения и умоляет вернуться к ней. Тэцуя уезжает вместе с ней в Киото. Не в силах смириться с уходом от неё любимого мужчины, Нацуко наглоталась таблеток, желая умереть. Её сестра звонит в Киото и требует от Тэцуя немедленного возвращения в Токио, от этого зависит жизнь Нацуко, которая госпитализирована в тяжёлом состоянии. А в это время Юки готовит яд для себя и Тэции, желая уйти из жизни вместе с любимым...

## В ролях
- Ёсико Сакума — Юки Симидзу
- Ёсико Мита — Нацуко Номура
- Рэнтаро Микуни — Тэцуя Эдзаки
- Тэцуро Тамба — Кимискэ Асо, шеф Тэцуи
- Синдзиро Эхара — Сюити
- Синскэ Асида — Асо, босс
- Юки Дзёно — Кёко
- Нэндзи Кобаяси — Кэндзи
- Юрико Ханабуса — мать Юки
- Торахико Хамада — Сиина
- Мото Симидзу — Ясуда
- Акира Одзэ — Каваи

## Премьеры
- — национальная премьера фильма состоялась 1 апреля 1966 года[1].